# Мангала (гра)

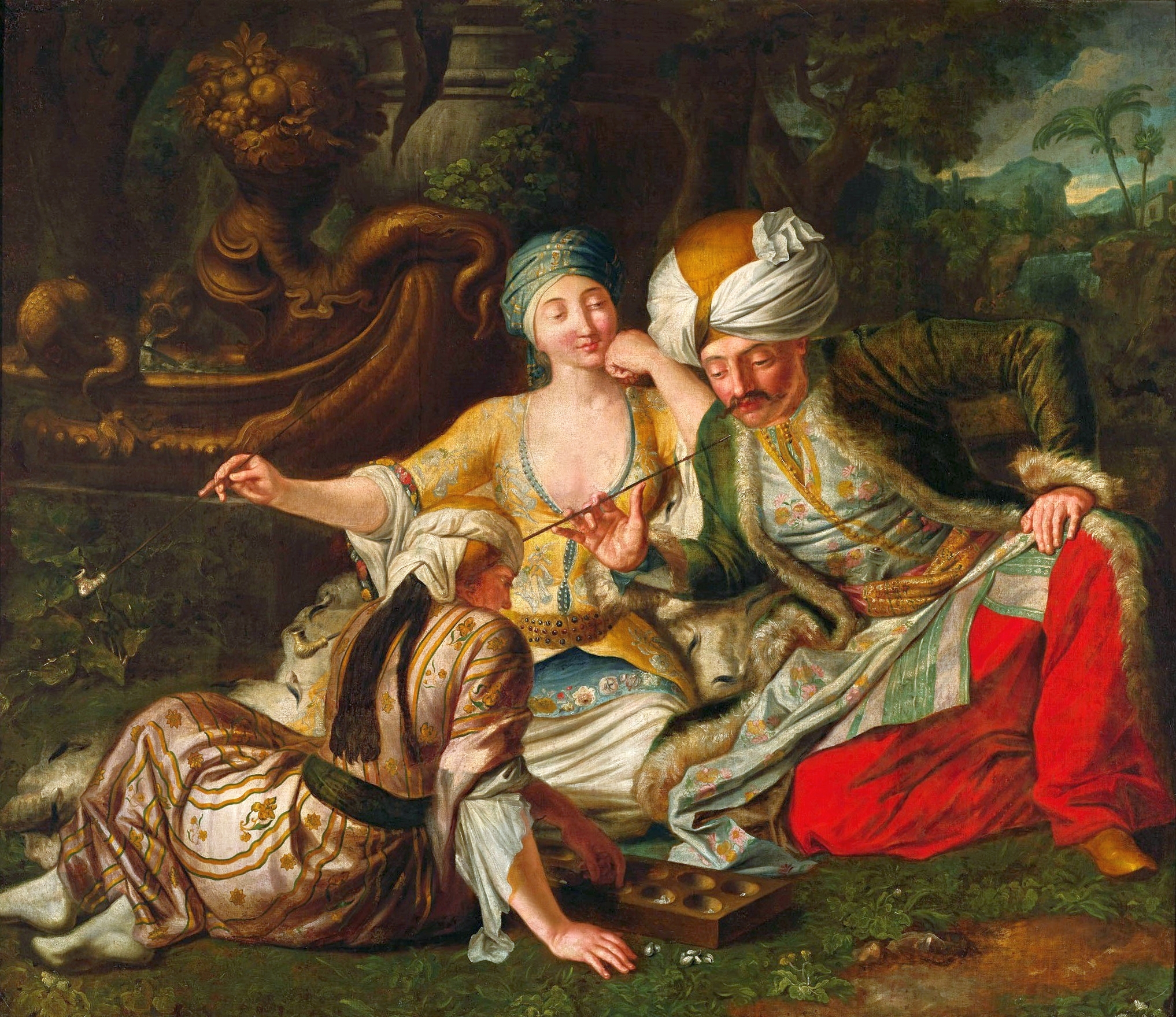
Йоганн Самуель Мок, Мангала, 1730—1735. Національний музей у Варшаві.

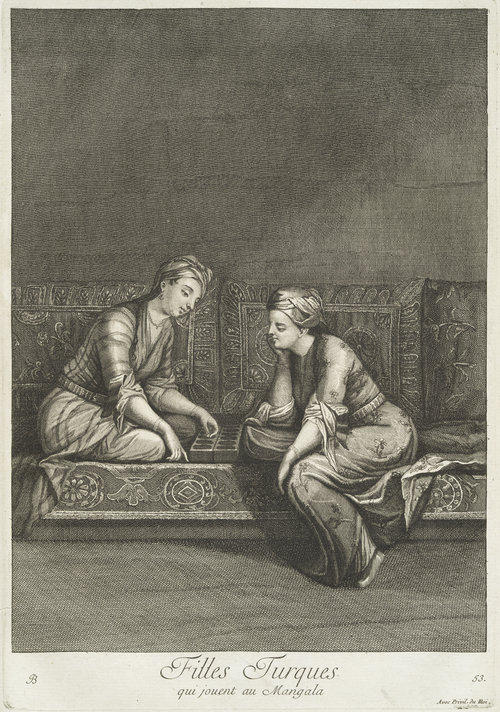
Дві турецькі дівчини, що грають у мангалу, 1700-ті рр.

Мангала — традиційна турецька гра в манкалу. Вона тісно пов'язана з іграми в манкалу — іракською халусою, палестинською Аль-манкалою та балтійсько-німецькою боненшпіль. Існує також інша гра, яка називається мангала, у яку бедуїни грали в Єгипті та Судані, але вона має зовсім інші правила. 
Гру можна простежити в османських мініатюрах, починаючи з 16 століття. Згідно з турецьким етнологом Метін І, «манкала» в «Тисячі й одній ночі» (п'ятнадцята ніч) може бути безпосередньо пов'язана з цією грою. Уперше вона була описана в 1694 році британським сходознавцем Томасом Гайдом. У деяких пізніших західних роботах гру також називали манголою.
Класична гра в мангалу все ще відома в Туреччині, але мангала, в яку грають у Газіантепі, на півдні Анатолії, більше схожа на сирійську манкалу Лааб Манджуні (Божевільна гра).  Є багато інших варіантів манкали, у яку грали в Анатолії: піч в Ерзурумі, алтьєв у Сафранболу, менелі таш в Ілгіні тощо.

## Правила
У мангалу грають на дошці манкали 2x6 (або 2x7) (тобто 2 ряди по 6 або 7 комірок). На початку гри в кожну комірку ставлять по 5 штук. У свою чергу гравець бере всі фішки з однієї з комірок і пересуває їх по черзі в наступні комірки проти годинникової стрілки. Якщо остання фішка в розподілі потрапляє в комірку, яка містить 1 або 3 фішки (2 або 4 з тією, що щойно пішла), усі ці фішки захоплюються гравцем. Крім того, якщо існує безперервна лінія фішок 2 або 4 до тієї, де відбувся відбір, також захоплюються всі фішки в цих комірках. Гравці можуть фіксувати по обидві боки дошки. Гра закінчується, коли всі комірки порожні. Гравець, який захопив більшість фішок, виграє гру.